# Нейпперг, Альфред фон
Граф Альфред фон Нейпперг (нем. Alfred von Neipperg; 26 января 1807, Швайгерн — 16 ноября 1865, Винненден) — австрийский офицер и камергер двора, затем вюртембергский генерал-майор и парламентарий.

## Биография
Родился в 1807 году в родовом владении Швайгерн в Вюртемберге. Представитель аристократического рода фон Нейпперг. Старший сын фельдмаршал-лейтенанта (генерал-лейтенанта) Адама Альберта фон Нейпперга (1775—1829) от его первой жены Терезии, урождённой графини фон Пола (1778—1815).
После смерти первой жены и окончания Наполеоновских войн фон Нейпперг-старший стал морганатическим супругом Марии-Луизы Австрийской, дочери австрийского императора Франца, на тот момент — владетельной герцогини Пармской, а в прошлом — второй жены Наполеона. Альфред, таким образом, приходился ей пасынком.
После смерти отца (1829), Альфред, которому было 22 года, стал главой рода и унаследовал Швайгерн, замок Нейпперг и другие владения. Эти владения он в 1833 году объединил в нераздельный майорат, который должен был всегда оставаться в руках у главы семьи, для того, чтоб избежать оскудения рода.
Будучи вюртембергским землевладельцем, фон Нейпперг, как и его отец, тем не менее, сперва служил в австрийской армии. В 1834 году он стал капитаном 9-го гусарского полка, а также камергером императора Франца. 18 октября 1835 года он женился в первый раз — на графине Жозефине Гризони, однако всего спустя два года она умерла.
Второй женой Нейпперга в 1837 году стала принцесса Мария Фридерика Шарлотта Вюртембергская, старшая дочь короля Вюртемберга Вильгельма I (1781—1864) и королевы Екатерины (великой княжны Екатерины Павловны, сестры русского императора Александра I). Заключив этот брак, фон Нейпперг окончательно перебрался в Вюртемберг, где был произведён в генерал-майоры и стал наследственным пэром и членом верхней палаты вюртембергского парламента.
В 1840 году Альфред фон Нейпперг был награжден Большим крестом ордена Вюртембергской короны. Он приобрёл несколько новых поместий в дополнение к тем, что получил в наследство, немного занимался благотворительностью и снизил бремя повинностей, возложенных на крестьян.
Альфред фон Нейпперг не имел детей. Его младший брат (другие два младших брата умерли рано), Эрвин фон Нейпперг стал наследником майората, а прочую собственность унаследовала вдова.